# ラジオアイランドまる○しこく
『ラジオアイランド まる○しこく』（ラジオアイランド まるまるしこく）は、高知放送（RKC）をキーステーションに、四国地方の民放中波ラジオ局を結んで放送されていたブロックネット番組である。

## 概要
元々四国4局は毎週土曜に『サタデー4』→『ぐっどふれんず四国』→『四国シーサイドステーション』→『四国クローバーネット おやつドキッ!』といった共同制作のブロックネット番組を放送していた。
2010年10月9日からは、『おやつドキッ!』を「各県の季節の話題や最新のトレンド、地域情報を紹介する」というコンセプトはそのままに大幅リニューアルする形で『まる○しこく』がスタートした。
『おやつドキッ!』までの番組と違うのは、これまでが共同制作だったのに対し、『まる○しこく』は高知放送（RKC）が制作局となる事である。よって、公式ウェブサイトも「shikoku-seaside」というドメインではなく、RKCドメイン内に存在している。
また、これまでは4局とも土曜15時スタートだったが、放送時間が拡大したことにより、特に四国放送（JRT）と西日本放送（RNC）は各々の番組を動かせず、途中から飛び乗る形となった。
なお、前番組同様、南海放送（RNB）や四国放送（JRT）では、それぞれ地元のクラブチーム（RNBは愛媛FC、JRTは徳島インディゴソックス）のラジオ中継が入る日があるため、この場合はネット休止となる。
南海放送が四国4局ブロックネット番組のネットを縮小する事情も重なり、2015年3月28日をもって放送は終了した。これを受け、RKCはそれまで高知ローカルで放送されていた『ワローのコレはどうかな?』をブロックネット番組枠に昇格させた（ただし、RKCは高知ローカル番組時代の火曜23:00からの放送を堅持するため、ネット局は日曜10:00からRKCからの裏送りで放送。また南海放送は非ネット）。

## パーソナリティ
- 井津葉子（高知放送アナウンサー）

## タイムテーブル
- 13:00 オープニング　高知RKCと愛媛RNBが放送開始
- 14:30 ここから徳島JRTと香川RNCが飛び乗りで放送開始
- 15:30 （1週・3週）きたがわさんぽ／（2週・4週）クローバーコラム the Zen
- 15:55 エンディング